# Edward Hammond
Edward Hammond (ur. 17 marca 1812, zm. 19 października 1882 roku) – amerykański prawnik i polityk związany z Partią Demokratyczną.
W latach 1849–1853 przez dwie kadencje Kongresu Stanów Zjednoczonych był przedstawicielem trzeciego okręgu wyborczego w stanie Maryland w Izbie Reprezentantów Stanów Zjednoczonych.